# Lecane paradoxa
Lecane paradoxa is een raderdiertjessoort uit de familie Lecanidae. De wetenschappelijke naam van deze soort is voor het eerst geldig gepubliceerd in 1916 door Steinecke.